# Guerra ottomano-safavide (1578-1590)
La guerra ottomano-safavide (1578–1590) fu combattuta fra la Persia safavide, sotto Mohammed Khodabanda e Abbas I e l'Impero ottomano sotto Murad III. Ebbe inizio nel 1577-1578 e terminò nel 1590. Il conflitto deviò temporaneamente l'interesse ottomano dagli affari europei, dove l'Impero ottomano era attivo con l'alleanza franco-ottomana.

## Storia
Gli ottomani iniziarono la guerra con l'obiettivo di conquistare l'Azerbaigian persiano e il Caucaso. L'esercito persiano contrastò per anni quello turco, ma gli ottomani presero Tiflis nel 1578, Kars e Tabriz nel 1585 e la Georgia divenne un loro stato vassallo.
Nel 1588 il comandante ottomano Farhād Pascià avanzò nel Karabakh attraverso la Georgia. Molte delle tribù turche Kizilbash, che costituivano il nucleo dell'esercito safavide, si arresero senza opporre una significativa resistenza. Il risultato fu che gli ottomani presero possesso di Azerbaijan e Caucaso fino al Mar Caspio.
Le principali battaglie furono:
- Battaglia di Çıldır (9 agosto 1578)
- Battaglia delle torce (9-11 maggio 1583)

La pace venne conclusa con il trattato di Costantinopoli il 21 marzo 1590, con il quale la Persia confermava le conquiste ottomane, promettendo la fine della propaganda religiosa sciita nei territori ottomani e la fine della persecuzione dei sunniti sul proprio territorio.
In base al trattato di pace, i cristiani di Rutenia, Armenia e Georgia passarono sotto il dominio dell'impero turco.